# Élections législatives belges de 1908
Les élections législatives belges de 1908 ont eu lieu le 24 mai.
Parmi les enjeux de ces élections se trouve la question de la reprise par l'État belge du Congo, alors entre les mains de Léopold II, reprise à laquelle s'opposent le Parti ouvrier belge et l'aile gauche du Parti libéral.

## Résultats
|       |                           |                           |                           |                           |
| Parti | Parti                     | Chambre des représentants | Chambre des représentants | Chambre des représentants |
| Parti | Parti                     | Voix                      | %                         | Sièges                    |
|       | Parti catholique          | 517 879                   | 43,5                      | 78 (-1)                   |
|       | Parti libéral             | 331 981                   | 27,6                      | 36 (-1)                   |
|       | Parti ouvrier belge       | 271 870                   | 22,6                      | 25 (=)                    |
|       | Cartel libéral-socialiste | 40 068                    | 3,3                       | 15 (+3)                   |
|       | Autres                    | 39 308                    | 6,6                       | 10 (-1)                   |
|       | Blancs et nuls            | 38 700                    |                           |                           |
| Total | Total                     | 1 239 631                 | 100                       | 164                       |